# Chaîne de Flinders
La chaîne de Flinders est à la fois la plus longue chaîne de montagne et un parc national d'Australie-Méridionale, sur le continent australien. 
Elle s'étend, au nord d'Adélaïde, la capitale de l'État, sur 430 km, depuis Port Pirie jusqu'au lac Callabonna. Son site le plus célèbre est Wilpena Pound, une gigantesque cuvette naturelle de près de 80 km2 qui contient, sur son bord le point culminant de la chaîne : le pic Sainte Marie (1 170 mètres).

## Flore et faune

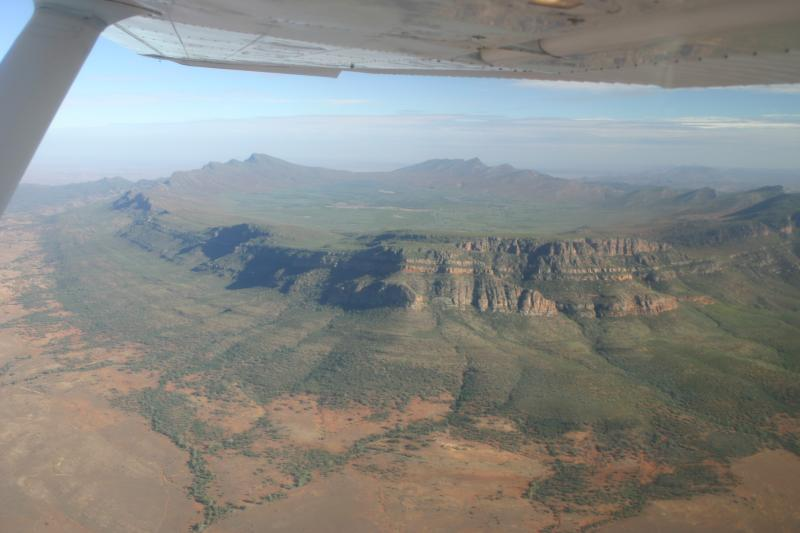
Wilpena Pound vue du ciel.

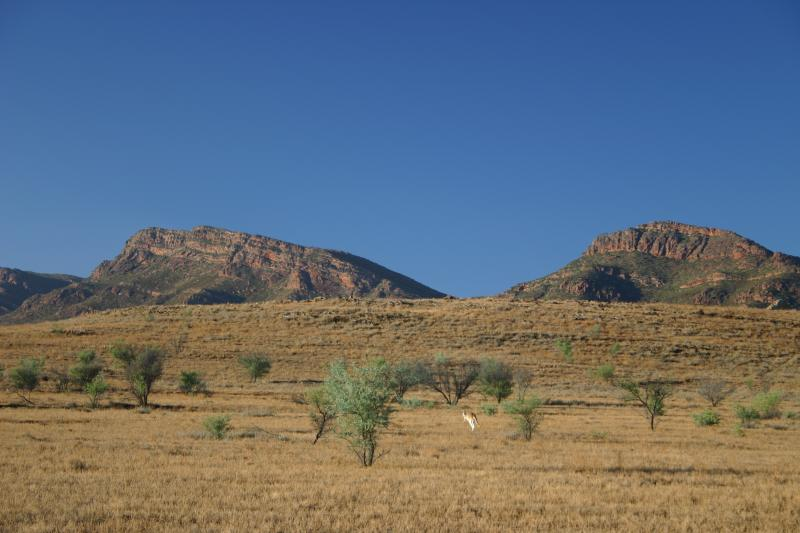
La végétation et la faune.

La flore de la région est faite surtout d'espèces adaptées aux conditions semi-désertiques : Callitris, eucalyptus mallee et chênes noirs. Les régions plus humides près de Wilpena Pound abritent des grevilleas, des fleurs de Guinée, des lis et des fougères. Des roseaux et des carex poussent près des points d'eau.
Depuis la disparition des dingos et la création de trous d'eau pour le bétail, le nombre de kangourous roux, de kangourous gris et de ouallarous a augmenté dans la région. Le pétrogale à pied jaune qui était près de l'extinction après l'arrivée des Européens par suite de sa chasse et de l'introduction des renards, voit sa population stabilisée. On trouve aussi des souris marsupiales, des planigales et des échidnés. Il y  a encore un nombre important de chauves-souris insectivores, une grande variété d'oiseaux : perruche, cacatoès, émeu, aigle australien et en plus petite quantité des oiseaux d'eau. Il y a aussi des reptiles comme les serpents, les geckos, les lézards, les goannas et autres varans. Le crapaud Crinia riparia est un amphibien endémique de la région.

## Géologie
L'histoire de la chaîne commence il y a 500 millions d'années avec le développement du géosynclinal d'Adélaïde dû à la déformation de la croûte terrestre. La mer a couvert la région pendant près les 300 millions d'années qui précèdent y déposant ainsi des sédiments. Ces sédiments ont ensuite été compressés et surélevés pour former une chaîne de montagnes beaucoup plus haute que la chaîne actuelle. Les couches les plus tendres ont été emportées par l'érosion ne laissant subsister que quelques pics de quartz et de grès. Les collines Ediacara ("Ediacara Hills") au nord de la chaîne ont été le lieu de découverte en 1946 de quelques-uns des plus anciens fossiles animaux jamais trouvés. En 2004 fut créé le terme d'Édiacarien pour désigner la période géologique où ces animaux ont vécu.

## Histoire humaine
Les premiers habitants de la région étaient le peuple aborigène Adnyamathanha (ce qui veut dire « le peuple des collines » ou « le peuple des rochers ») dont les peintures rupestres, les gravures et autres vestiges témoignent qu'ils ont habité les lieux pendant des dizaines de milliers d'années.
Les premiers explorateurs européens faisaient partie d'un groupe détaché par Matthew Flinders. Ils escaladèrent le mont Brown en mars 1802. Pendant l'hiver 1839, Edward John Eyre avec un groupe de cinq hommes, deux fardiers et dix chevaux explora la région de façon plus approfondie. Ils quittèrent Adélaide le 1er mai 1839 et installèrent un camp de base près du mont Arden avant d'explorer la région de remonter jusqu'au sommet du golfe Spencer puis de bifurquer vers l'est jusqu'au fleuve Murray et finir par revenir sur Adelaide.
On trouve trace de premiers colons dans le district de Quorn dès 1845 et les premières distributions de terre furent faites en 1851. Il semble que William Pinkerton soit le premier Européen à avoir trouvé un passage dans la chaîne par le col de Pichi Richi. En 1853, il conduisit un troupeau de 7 000 moutons dans ce qui allait devenir vingt cinq ans plus tard la ville de Quorn (le cours d'eau qui traverse la ville porte le nom de Pinkerton).

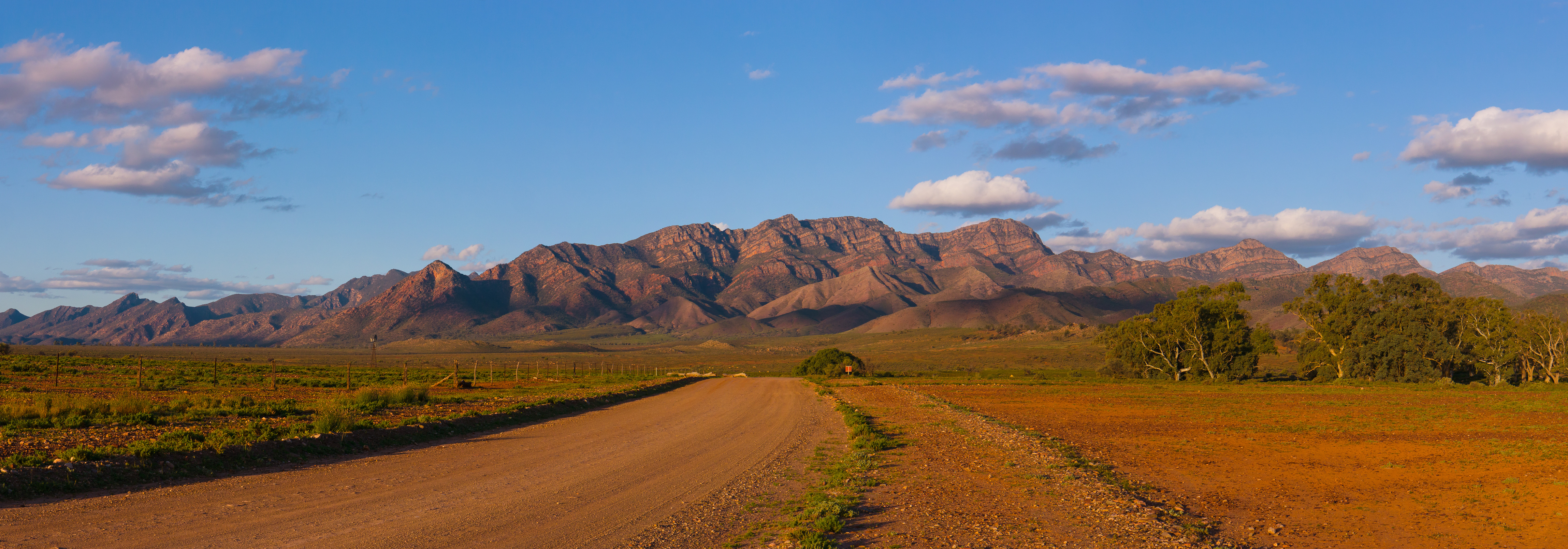
Wilpena Pound, un amphithéatre de montagne de la chaîne de Flinders.

Vue depuis Alison Saddle avec Rawnsley Bluff à gauche.